# Eupithecia yakushimensis
Eupithecia yakushimensis är en fjärilsart som beskrevs av Inoue 1980. Eupithecia yakushimensis ingår i släktet Eupithecia och familjen mätare. Inga underarter finns listade i Catalogue of Life.